# Phaeomoniella zymoides
Phaeomoniella zymoides är en svampart som beskrevs av Hyang B. Lee, J.Y. Park, Summerb. & H.S. Jung 2006. Phaeomoniella zymoides ingår i släktet Phaeomoniella och familjen Herpotrichiellaceae.   Inga underarter finns listade i Catalogue of Life.